# Afrikai gilisztagőtefélék
Az afrikai gilisztagőtefélék (Scolecomorphidae) a kétéltűek (Amphibia) osztályába és a lábatlan kétéltűek (Gymnophiona) rendjébe tartozó család.

2 nem és 6 faj tartozik a családba.
Afrikában Kamerun, Malawi és Tanzánia területén élnek.

## Rendszerezés
A családba az alábbi nem és fajok tartoznak.
- Crotaphatrema (Nussbaum, 1995) –  3 faj
  - Crotaphatrema bornmuelleri
  - Crotaphatrema lamottei
  - Crotaphatrema tchabalmbaboensis
- Scolecomorphus (Boulenger, 1983) –  3 faj
  - Scolecomorphus kirkii
  - Scolecomorphus uluguruensis
  - Scolecomorphus vittatus